# Final Fantasy X-2
Final Fantasy X-2 (jap. ファイナルファンタジーX-2 Fainaru Fantajī Ten-Tsū) – komputerowa gra fabularna stworzona i wydana przez Square Co., Ltd. (później Square Enix) na konsolę PlayStation 2. Została wydana w 2003 roku i jest sequelem gry Final Fantasy X z 2001 roku. Fabuła gry jest oparta na konflikcie politycznym w fikcyjnym świecie Spira.